# Avidité (biochimie)
Pour les articles homonymes, voir Avidité.
En biochimie, l'avidité est l'intensité de l'ensemble des forces des interactions non covalentes entre une macromolécule biologique et un ligand qui se fixe sur plusieurs sites à sa surface. Elle se distingue ainsi de l'affinité qui est la force d'une seule interaction non covalente.